# Ahmad Hayel
Ahmad Hayel Ibrahim-(árabe:أحمد هايل), (n. Al-Ramtha, Jordania; 30 de octubre de 1983) es un exfutbolista y entrenador jordano, que jugaba en posición de delantero. Fue internacional con la Selección de fútbol de Jordania.

## Selección nacional
Ha sido internacional con la Selección de fútbol de Jordania en 75 ocasiones. Su debut con la camiseta nacional se produjo en 2005.